# سليمان بن عبد الله الكامل
سليمان بن عبد الله الكامل بن الحسن المثنى بن الحسن بن علي بن أبي طالب الهاشمي القرشي، يكنى أبا محمد. هو شقيق إدريس الأول، ولد على الأرجح حوالي عام 730 وتوفي حوالي 814.

## نبذة
وفقًا لابن خلدون، وصل إلى تلمسان بعد اغتيال شقيقه إدريس الأول في عام 791 وسيطر على شقيقه بعد الموت. لكن طبقًا لابن عشري والبكري، كان قد استقر في تلمسان بينما كان أخوه على قيد الحياة وربما بموافقته. هذه هي النسخة التي استخدمها المؤرخان فيليب سيناك وباتريس كريسير اللذان أشارا إلى أن سليمان كان حاكم ولاية تلمسان بين عامي 786 و813.

## نسبه وعائلته
هو:  سليمان بن عبد الله الكامل بن الحسن المثنى بن الحسن بن علي بن أبي طالب بن عبد المطلب بن هاشم بن عبد مناف بن قُصَي بن كلاب بن مرة بن كعب بن لؤي بن غالب بن فهر بن مالك بن النضر بن كنانة بن خزيمة بن مدركة بن إلياس بن مضر بن نزار بن معد بن عدنان.
أمه:  عاتكة بنت عبد الملك بن الحرث الشاعر بن خالد بن العاص بن هشام بن المغيرة بن عبد الله بن عمر بن مخزوم بن يقظة بن مرة بن كعب بن لؤي بن غالب بن فهر بن مالك بن النضر بن كنانة بن خزيمة بن مدركة بن إلياس بن مضر بن نزار بن معد بن عدنان.

## إخوته
1. محمد الملقب بالنفس الزكية.
2. إبراهيم المعروف ب(قتيل باخمرى).
3. إدريس. وأمه عاتكة بنت عبد الملك بن الحرث المخزومي القرشي.
4. موسى. (ويلقب بالجون).
5. يحيى المعروف ب(صاحب الديلم).

## أعقابه
أعقب ولدين هما : عبد الله ولاعقب له ، ومحمد عقبه منه .